# MacDraw
MacDraw – wektorowy program graficzny wydany razem z pierwszym komputerem Apple Macintosh w 1984 r. MacDraw jest jednym z pierwszych programów graficznych typu WYSIWYG używanym razem z MacWrite. MacDraw był często używany do rysowania technicznych diagramów i rzutów kondygnacji.
Późniejsze jego wersje wydawała firma Claris. Jej autorstwa są kontynuacje programu: MacDraw II (1988), MacDraw Pro (1991) z obsługą kolorów, oraz ostatni ClarisDraw (1993). Bitmapową wersją MacDraw jest MacPaint.